# Fuente Palmera
Fuente Palmera is een gemeente in de Spaanse provincie Córdoba in de regio Andalusië met een oppervlakte van 75 km². In 2007 telde Fuente Palmera 10.530 inwoners.

## Demografische ontwikkeling
Bron: INE; 1857-2011: volkstellingen
Opm.: In 1857 werd het dorp San Calisto afgestaan aan de gemeente Hornachuelos